# Баев (село)
Ба́ев (укр. Баїв) — село в Боратинской сельской общине Луцкого района Волынской области Украины.
Код КОАТУУ — 0722880301. Население по переписи 2001 года составляет 659 человек. Почтовый индекс — 45643. Телефонный код — 332. Занимает площадь 0,728 км².